# Gavino Ugarte Caparó
Gavino Ugarte Caparó fue un abogado y político peruano. Fue diputado y vocal de la Corte Superior de Justicia del Cusco.
Fue elegido diputado por la provincia de Cusco entre 1868 y 1871 durante el gobierno de José Balta.
Fue parte, junto con otros personajes cusqueños de fines del siglo XIX como Manuel E. Montesinos, Juan Julio Castillo, Antonio Lorena, Juan A. Falcón, Fernando Pacheco, Eliseo Araujo, Angel Colounge y Ambrosio della Chiesa del grupo de fundadores del Centro Científico del Cusco, organización de cusqueños que tenía la finalidad de ocuparse de los estudios geográficos y científicos en general y, en particular, del departamento del Cusco para suministrar informes que puedan ser útiles a la administración pública y procurar el mayor conocimiento del territorio peruano.
Fue elegido senador por el departamento de Apurímac en el congreso reunido en Arequipa en 1883 por el presidente Lizardo Montero luego de la derrota peruana en la guerra con Chile. 